# Phrygionis decorata
Phrygionis decorata là một loài bướm đêm trong họ Geometridae.